# كيل أوسبورن
كيل أوسبورن (بالإنجليزية: Kell Osborne)‏ هو مغني أمريكي، ولد في 12 مارس 1939 في برمنغهام في الولايات المتحدة، وتوفي في 29 يناير 2012.

## وصلات خارجية
- كيل أوسبورن على موقع ميوزك برينز (الإنجليزية)
- كيل أوسبورن على موقع ديسكوغز (الإنجليزية)